# Aktinometr

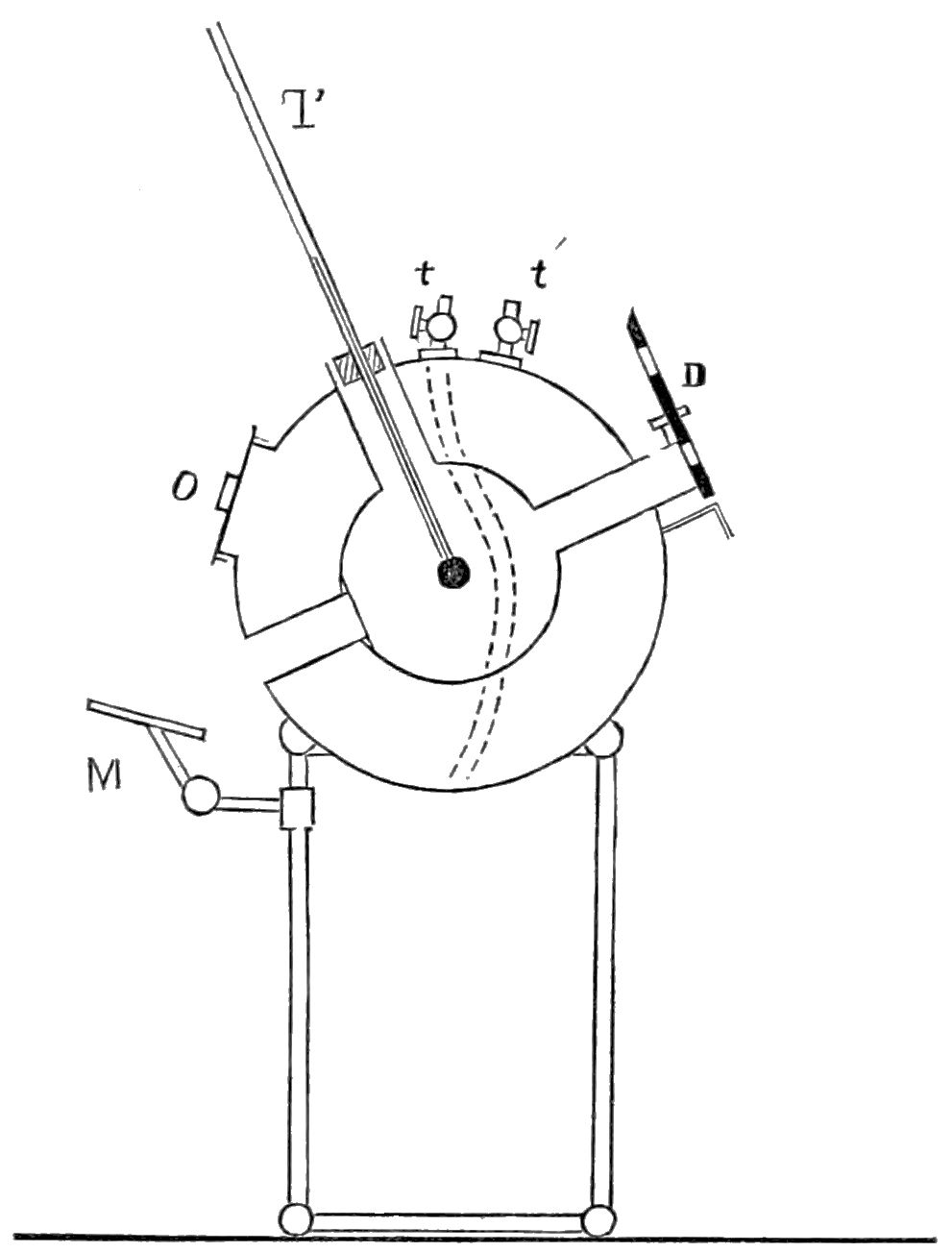
Viollův aktinometr

Aktinometr je přístroj pro srovnávací měření slunečního záření. Aktinometry se používají především v meteorologii. Na rozdíl od pyrheliometru neumožňuje měření intenzity slunečního záření přímo v absolutních fyzikálních jednotkách. Aktinometr umožňující registrační záznam se označuje jako aktinograf.

## Michelsonův-Martenův aktinometr
Michelsonův-Martenův aktinometr známý též jako Michelsonův aktinometr či bimetalový aktinometr je aktinometr s bimetalovým čidlem. Aktinometr je tvořen tubusem, v němž je mikroskop. Z boku tubusu vniká na bimetalový proužek sluneční záření, které proužek deformuje. Deformace je přenášena na měřící vlákno.
V Československu byl v padesátých letech tento aktinometr nejrozšířenějším přístrojem pro měření přímého slunečního záření.

## Crovův-Savinovův aktinometr
Crovův-Savinovův aktinometr je elektrický aktinometr s hvězdicovitě uspořádanými články termobaterie.

## Gorczyńského aktinometr
Gorczyńského aktinometr je aktinometr s termobaterií.